# Ondrej Debnár
Ondrej Debnár était un footballeur international slovaque né le 18 juin 1972.

## Palmarès
- Champion de Slovaquie en 2005 avec l'Artmedia Petržalka.